# 岡山県総務部
岡山県総務部（おかやまけんそうむぶ）は岡山県庁に置かれている知事直轄の部局である。

## 所掌
所掌
岡山県部等設置条例（令和3年4月1日条例第1号）第2条第2項に分掌事務が規定されている。
```
（分掌）
第2条 部及び局の分掌事務は、次に掲げるとおりとする。
一 総務部
 （一） 職員の進退及び身分に関する事項。
 （二） 
議会
及び県の
行政
一般に関する事項。
 （三） 県の
歳入
歳出
予算
、
税
その他
財務
に関する事項。
 （四） 
情報化
の推進に関する事項。
 （五） 条例の立案その他他部及び局の主管に属しない事項。
```

## 組織

### 総務学事課
所掌
```
（総務学事課の事務）
一．行幸啓及び
皇室
に関すること。
二．
名誉県民
及び県民栄誉賞に関すること。
三．
副知事
の
職印
及び
県印
の管守に関すること。
四．契約文書、条例、規則等の審査に関すること。
五．文書の収受、配付及び発送に関すること。
六．例規の整備保管並びに完結文書の編さん及び保存に関すること。
七．県公報の発行に関すること。
八．文書に関する事務の指導に関すること。
九．
行政書士
に関すること。
十．
私立学校
並びに専修学校及び各種学校に関すること。
十一．
宗教法人
に関すること。
十二．訴訟に関する事務の助言及び連絡調整に関すること。
十三．
行政情報の公開
に関すること。
十四．
個人情報の保護
に関すること。
十五．
知事
の資産等の公開に関すること。
十六．
行政不服審査法
（平成26年法律第68号）に基づく不服申立てに係る連絡調整及び審理員に関すること。
十七．県立記録資料館に関すること。
十八．
公立大学法人
岡山県立大学
に関すること。
十九．三木記念事業基金運営審議会、私立学校審議会、行政不服等審査会、公益認定等委員会及び法制審議会に関すること。
二十．
岡山県土地開発公社
、
公益社団法人
おかやまの森整備公社、
公益財団法人
岡山県環境保全事業団及び公益財団法人岡山県下水道公社の業務と県行政の総合調整並びに当該業務の監理の総括に関すること。
二十一．他の部局の分掌に属しないこと。
```

### 人事課
所掌
```
（人事課の事務）
 一．職員の定数の管理に関すること。
 二．職制に関すること。
 三．職員の任免、分限、懲戒、表彰及び服務に関すること。
 四．職員の給与、勤務時間その他勤務条件に関すること。
 五．職員の
公務災害補償
に関すること。
 六．
地方公務員災害補償基金
岡山県支部に関すること。
 七．職員の人事評価に関すること。
 八．自治研修所に関すること。
 九．人事委員会との連絡に関すること。
 十．特別職報酬等審議会、公務災害補償等認定委員会及び公務災害補償等審査会に関すること。
 十一．その他人事に関すること。
 十二．職員の
福利厚生
に関すること。
 十三．職員の
健康管理
に関すること。
 十四．職員の身上相談に関すること。
 十五．
地方職員共済組合
岡山県支部及び
一般財団法人
岡山県職員互助会に関すること。
 十六．
恩給
に関すること。
 十七．職員の
児童手当
に関すること。
```

#### 行政改革推進室
所掌
```
（人事課の事務）
2．人事課行政改革推進室においては、次に掲げる事務をつかさどる。
 一．
行政改革
の推進に関すること。
 二．
行政組織
に関すること（職制を除く）。
 三．職員の定数に関すること（管理を除く）。
 四．行政考査に関すること。
 五．職員提案制度に関すること。
 六．内部統制に関すること。
 七．
監査委員
との連絡に関すること。
 八．
外部監査制度
に関すること。
 九．事務改善に関すること（デジタル推進課の分掌に属するものを除く）。
 十．
PFI
の導入の推進に関すること。
 十一．
地方独立行政法人
評価委員会に関すること。
```

### デジタル課
所掌
```
（デジタル課の事務）
一．
行政のデジタル化
の総合調整に関すること。
二．
高度情報化
及び
IT戦略
の推進に関すること。
三．電子自治体の推進に関すること。
四．
行政手続
に係る
電子申請
の利活用の促進に関すること。
五．事務改善のうち
IT
を活用したものに関すること。
六．
岡山情報ハイウェイ
に関すること。
七．
情報システム
及び
情報セキュリティ
に関する企画立案、連絡調整、啓発及び指導に関すること。
八．全庁で利用する情報システムの整備、管理及び運営に関すること（他課の分掌に属するものを除く）。
九．
社会保障・税番号制度
に関する総合調整に関すること。
十．
情報通信サービス
の役務の提供の契約に係る入札参加資格の審査に関すること。
```

### 財政課
所掌
```
（財政課の事務）
一．
予算の編成
に関すること。
二．予算執行の調整及び調査に関すること。
三．
財政
の
経理
に関すること。
四．基金（定額の資金を運用するための基金を除く）の管理に関すること。
五．
歳入
確保対策の総合調整に関すること。
六．県の滞納
債権
（
県税
に係るものを除く）の管理に係る指導及び支援に関すること。
七．
県議会
との連絡に関すること。
八．その他財政に関すること。
```

### 財産活用課
所掌

### 税務課
所掌
```
（税務課の事務）
一．
県税
の賦課及び徴収に関すること。
二．県税に関する指導及び研修に関すること。
三．県税に関する企画及び調査に関すること。
四．県税に係る犯則の取締りに関すること。
五．県税に係る納税奨励施策及び納税思想の普及に関すること。
六．県税に係る市町村交付金の交付に関すること。
七．県税に関連する市町村税に係る協力及び援助に関すること。
八．
地方譲与税
に関すること。
九．国有資産等所在都道府県交付金に関すること。
```